# Mariz
Mariz ist ein Ort und eine ehemalige Gemeinde (Freguesia) im nordportugiesischen Kreis Barcelos. Die Gemeinde hatte 375 Einwohner (Stand 30. Juni 2011).
Im Zuge der Gebietsreform am 29. September 2013 wurden die Gemeinden Mariz und Creixomil zur neuen Gemeinde União das Freguesias de Creixomil e Mariz zusammengefasst.